# Eurema dina
Espèce
Eurema dina est un insecte lépidoptère de la famille des Pieridae, de la sous-famille des Coliadinae et du genre Eurema.

## Dénomination
Eurema dina a été nommé par Felipe Poey en 1832.
Synonyme : Terias dina, Poey,1832; Pyrisitia dina (Poey, 1832),.

### Noms vernaculaires
Eurema diana se nomme Dina Yellow en anglais.

### Sous-espèces
- Eurema dina dina ; présent à Cuba.
- Eurema dina bayobanex Bates, 1939; à Haïti
- Eurema dina helios Bates, 1934; présent aux Bahamas.
- Eurema dina parvumbra (Kaye, 1925)à la Jamaïque.
- Eurema dina westwoodi (Boisduval, 1836); au Mexique, Costa Rica, à Panama et au Honduras[1].

## Description
Eurema dina est un papillon jaune de taille moyenne (son envergure varie de 32 à 57 mm) aux ailes antérieures finement bordées de marron. Le mâle est d'un jaune orange plus soutenu que la femelle jaune et chez les deux sexes la forme de la saison humide est d'une couleur plus claire.
Le revers est dans les deux sexes de couleur jaune orné aux postérieures de marques marron.

## Biologie
Eurema dina vole toute l'année en plusieurs générations en Floride.
C'est un migrateur qui visite régulièrement le Texas et l'Arizona.

### Plantes hôtes
Les plantes hôtes de sa chenille sont Picramnia  alleni, Picramnia quaternaria et Alvaradoa amorphoides,.

## Écologie et distribution
Eurema dina  est résident dans le sud de l'Amérique du Nord (sur de la Floride, Mexique, Costa Rica, Panama et Honduras) et aux Antilles (Cuba, Bahamas, Jamaïque)
Il est migrateur au Texas et en Arizona.

### Biotope
Il réside dans les forêts claires.

### Protection
Pas de statut de protection particulier.

## Philatélie
Ce papillon figure sur plusieurs timbres-poste :
- Émission de Cuba de 1974 (valeur faciale : 4 c.).
- Émission de Cuba de 1997 (valeur faciale : 15 c.)[4].